# Дифферданж (комуна)
Дифферданж (люксемб. Déifferdeng, фр. Differdange, нім. Differdingen) — комуна Люксембургу. Входить до складу кантону Еш-сюр-Альзетт в окрузі Люксембург.

## Географія
Площа території комуни складає 22,18 км² (43-є місце за цим показником серед 116 комун Люксембургу).
Висота найвищої точки комуни над рівнем моря складає 427 метрів (37-е місце за цим показником серед комун країни), найнижчої — 277 метрів (88-е місце).

## Демографія
Станом на 2011 рік на території комуни мешкало 21 869 осіб.
Динаміка чисельності населення:

## Адміністративний поділ
До складу комуни входять такі поселення:
| Поселення  | Населення за даними переписів: | Населення за даними переписів: | Населення за даними переписів: |
| Поселення  | на 31.03.1981                  | на 01.03.1991                  | на 15.02.2001                  |
| ---------- | ------------------------------ | ------------------------------ | ------------------------------ |
| Дифферданж | н/д                            | н/д                            | 5 089                          |
| Фюсбанн    | н/д                            | н/д                            | 5 159                          |
| Ласоваж    | 423                            | 381                            | 387                            |
| Нідеркорн  | 4 297                          | 3 918                          | 4 493                          |
| Оберкорн   | 3 404                          | 2 921                          | 3 044                          |